# Bertrand d'Espagne
Bertrand d'Espagne est un ecclésiastique qui fut évêque élu de Rieux au début du XVIe siècle.

## Biographie
À la mort de l'évêque de Rieux Hugues d'Espagne le chapitre de chanoines se divise lors de l'élection de son successeur. Ses membres originaires de Rieux choisissent le 23 septembre 1500 comme évêque, un parent du défunt, Bertrand d'Espagne, protonotaire apostolique depuis 1498, et fils illégitime de Mathieu d'Espagne († 1475), seigneur de Montespan, qui avait épousé Catherine de Foix-Ravat. Les autres chanoines assemblés élisent de leur côté un certain Pierre de la Porte. Les deux candidats au siège épiscopal font valoir leurs droits mais le pape Alexandre VI intervient et avec l'accord du roi Louis XII nomme en 1501 le diplomate Pierre-Louis de Voltan. Néanmoins, Bertrand d'Espagne gouverne de facto le diocèse de  Rieux de 1500 à 1509 et après son désistement ou sa mort ses partisans se reportent sur un cistercien Gaspard de Montpezat. Toutefois Pierre-Louis de Voltan, reste finalement seul évêque de Rieux jusqu'en 1517.